# Austrocoenia aczeli
Austrocoenia aczeli är en tvåvingeart som beskrevs av Wirth 1970. Austrocoenia aczeli ingår i släktet Austrocoenia och familjen vattenflugor. Inga underarter finns listade i Catalogue of Life.